# O3D
O3D — JavaScript API с открытым исходным кодом, созданный Google Inc. для разработки интерактивных 3D-приложений, запущенных в браузере. O3D может использоваться в сфере приложений, игр, динамической рекламы, моделировании, системах мониторинга и других.

## Особенности
O3D расширяет клиентскую часть веб приложений благодаря нескольким особенностям. Их можно рассматривать на следующих уровнях.
- Система: O3D представляет собой плагин для браузера, после установки которого ваш браузер сможет отображать и позволит вам взаимодействовать с 3D приложениями. Причем это возможно на Windows, Macintosh, и Linux (TBP) платформах.
- Наполнение: Сегодня веб наполнен HTML, изображениями и видео файлами. Документация для разработчиков содержит информацию о том как создать конвертер и загрузчик для различного 3D наполнения. O3D содержит в качестве примера конвертер COLLADA, с помощью которого можно импортировать файлы формата COLLADA, это свободный и открытый стандарт для 3D элементов который поддерживают популярные 3D редакторы, такие как: SketchUp, 3ds Max, и Maya. Вы можете свободно использовать его, или написать конвертеры и загрузчики для других форматов.
- Исходный код: O3D написан на JavaScript и содержит API для работы с 3D графикой. Он использует стандартные методы и обработчики событий JavaScript.

## Отказ от разработки
В 2010 году компания Google Inc. приняла решение, что развивать технологию в том виде, в котором она разрабатывается, не имеет смысла и объявила, что применение O3D нежелательно, а большая часть разработок переносится в WebGL, хотя поначалу компания собиралась развивать технологии параллельно,  будучи не уверенной в успехе WebGL.